# Älvsbyns kommun
Älvsbyns kommun är en kommun i Norrbottens län i landskapet Norrbotten i Sverige. Centralort är Älvsbyn som också är kommunens största tätort.
Genom kommunen flyter ett flertal älvar, däribland Piteälven där Storforsens naturreservat är ett av kommunens större turistmål i den växande turistnäringen. Bland större företag i Älvsbyns kommun återfinns Polarbröd och Älvsbyhus. 
Älvsbyns kommun har haft en minskande befolkning sedan år 2000. Mellan 1995 och 2022 har Älvsbyn haft  rött styre.

## Administrativ historik
Kommunens område motsvarar Älvsby socken där Älvsby landskommun bildades vid kommunreformen 1862. 
Älvsbyns municipalsamhälle inrättades 1933 och upplöstes 1948 när Älvsbyns köping bildades genom en utbrytning ur landskommunen. 
Kommunreformen 1952 påverkade inte indelningarna i området, då varken Västerbottens eller Norrbottens län berördes av reformen.
1 januari 1969 införlivades Älvsby landskommun i Älvsbyns köping. Älvsbyns kommun bildades vid kommunreformen 1971 genom en ombildning av Älvsbyns köping.
Kommunen ingick från bildandet till 28 januari 2002 i Piteå domsaga och ingår sen dess i Luleå domsaga.

## Geografi
Kommunen gränsar till Piteå kommun i söder, Arvidsjaurs kommun i väster, Jokkmokks kommun i nordväst, Bodens kommun i norr samt Luleå kommun i öster.

### Topografi och hydrografi
Området som utgör kommunen är ett starkt kuperat landskap med kraftigt nedskurna dalstråk. De största dalstråken är Piteälvens dalgång och det sjörika dalstråket kring Korsträsk och Vistheden. Höglandet är klätt med barrskog och har en kullig morän- och myrterräng. Kring dalstråken finns kalottberg, vars krön är täckta med morän och sluttningarna är kalspolade. Dessa var, när inlandsisen smälte bort, ett flikigt fjärd- och skärgårdslandskap. I dalgångarna finns finkorniga fjärdsediment vilka är viktig odlings- och ängsmark.
Tvärs genom kommunen, från väst till öst, rinner Piteälven. Vistån flyter från nordväst och passerar Sör-vistträsket, Nör-Vistträsket och Man-järv innan den mynnar ut i Piteälven. I södra delen av kommunen flyter  Bergforsälven passerar bland annat Yttre Arvidsträsket innan den rinner vidare till grannkommunen. Andra älvar är Stockforsälven och Alterälven.
Nedan presenteras andelen av den totala ytan 2020 i kommunen jämfört med riket.
|  | Bebyggelse (1,7 %) |

|  | Skog (92,0 %) |

|  | Öppen myrmark (4,8 %) |

|  | Jordbruksmark (1,3 %) |

|  | Övrig mark (0,1 %) |

|  | Bebyggelse (3,1 %) |

|  | Skog (68,0 %) |

|  | Öppen myrmark (7,2 %) |

|  | Jordbruksmark (7,4 %) |

|  | Övrig mark (14,3 %) |

### Naturskydd
I Älvsbyns kommun finns 17 naturreservat varav ett flertal är berg. Det mest kända är Storforsen som inkluderar Nordens största obundna fors, och som har Lasse Berghagen som ambassadör. Fallet är en del av Piteälven och förutom forsen finns även  ”döda fallet”, jättegrytor, raviner och sällsynta växter i reservatet. Ett nästintill orört skogsområde finns i reservatet Rävabacken som även inkluderar våt- och hällmarker. Andra reservat är exempelvis Dubblabergen och Nakteberget.

### Administrativ indelning
Fram till 2016 var kommunen för befolkningsrapportering indelad i en enda församling: Älvsby församling
Från 2016 indelas kommunen i ett enda distrikt, Älvsby distrikt.

### Tätorter
Vid tätortsavgränsningen av Statistiska centralbyrån den 31 december 2015.
| Nr | Tätort    | Folkmängd |
| -- | --------- | --------- |
| 1  | Älvsbyn   | 4 976     |
| 2  | Vidsel    | 526       |
| 3  | Korsträsk | 317       |
| 4  | Vistheden | 251       |

Centralorten är i fet stil.

## Styre och politik

### Styre
Största parti i Älvsbyns kommun har i samtliga val varit Socialdemokraterna, som även haft egen majoritet vid åren 1973–1998 samt vid 2003–2014. Valet 2022 ledde till att 100 år av socialdemokratiskt styre bröts när den så kallade Älvsbyalliansen tog över makten.
| 1995-1998 | S |    |    |   |
| 1999-2002 | S | V  |    |   |
| 2003-2006 | S |    |    |   |
| 2007-2010 | S |    |    |   |
| 2011-2014 | S |    |    |   |
| 2014-2018 | S | V  |    |   |
| 2018-2022 | S | V  |    |   |
| 2022-     | M | SD | KD | L |

### Kommunfullmäktige

#### Presidium
| Presidium 2024–2026    | Presidium 2024–2026 | Presidium 2024–2026 |
| ---------------------- | ------------------- | ------------------- |
| Ordförande             | M                   | Mats Mörtsell       |
| Förste vice ordförande | M                   | Niklas Karlsson     |
| Andre vice ordförande  | S                   | Kerstin Backman     |

Källa:

#### Mandatfördelning 1970–2022
| 7 | 19 | 7 | 3 | 2 |  |

| 33 | 6 |

| 7 | 20 | 7 | 2 | 2 |  |

| 32 | 7 |

| 5 | 21 | 7 | 2 | 3 |  |

| 30 | 9 |

| 5 | 20 |  | 6 | 2 | 3 | 2 |

| 28 | 11 |

| 4 | 24 | 5 | 2 | 2 | 2 |

| 27 | 12 |

| 4 | 23 | 5 | 3 | 2 | 2 |

| 26 | 13 |

| 4 | 23 |  | 5 | 2 | 2 | 2 |

| 29 | 10 |

| 5 | 21 | 5 | 3 | 3 | 2 |

| 26 | 13 |

| 7 | 22 | 4 | 2 | 2 | 2 |

| 23 | 16 |

| 10 | 17 |  | 4 | 2 | 3 | 2 |

| 22 | 17 |

| 8 | 19 | 2 | 5 | 2 | 2 |  |

| 23 | 16 |

| 4 | 17 | 2 | 5 |  | 2 |

| 17 | 14 |

| 6 | 13 |  | 7 | 3 |  |

| 18 | 13 |

| 3 | 15 | 4 |  | 5 | 2 |  |

| 14 | 17 |

| 3 | 13 | 3 |  | 6 | 3 | 2 |

| 16 | 15 |

| 2 | 12 | 3 | 5 |  | 2 | 6 |

| 16 | 15 |

### Nämnder

#### Kommunstyrelse
Totalt har kommunstyrelsen 13 ledamöter. Mandatperioden 2022–2026 tillhör fem av dessa Socialdemokraterna. Moderaterna och Centerpartiet har två ledamöter vardera medan Liberalerna, Vänsterpartiet, Kristdemokraterna och Sverigedemokraterna alla har en ledamot vardera.
| Presidium 2022–2026 | Presidium 2022–2026 | Presidium 2022–2026 |
| ------------------- | ------------------- | ------------------- |
| Ordförande          | M                   | Johan Dahlqvist     |
| Vice ordförande     | M                   | Stefan Lindbäck     |

#### Lista över kommunstyrelsens ordförande
| Namn | Namn                | Tillträdde      | Avgick           |
| ---- | ------------------- | --------------- | ---------------- |
|      | Bo Johansson (S)    | 1995            | 31 december 2006 |
|      | Bill Nilsson (S)    | 1 januari 2007  | 31 december 2012 |
|      | Helena Öhlund (S)   | 1 januari 2013- | 31 december 2018 |
|      | Tomas Egmark (S)    | 1 januari 2019  | 31 december 2022 |
|      | Johan Dahlqvist (M) | 1 januari 2023  |                  |

#### Övriga nämnder
| Nämnd                  | Ordförande | Ordförande      | Vice ordförande | Vice ordförande |
| ---------------------- | ---------- | --------------- | --------------- | --------------- |
| Miljö- och byggnämnden | M          | Stefan Lindbäck | C               | Johan Håll      |
| Socialnämnden          | M          | Johan Dahlqvist | S               | Sara Risberg    |
| Valnämnden             | M          | Marie Edin      | S               | Kristina Bohman |

### Internationella relationer
Kommunstyrelsens har ett internationellt handlingsprogram. Av programmet framgår att målet med "Älvsbyns internationella arbete ska vara ett självklart verktyg för att stimulera ekonomisk tillväxt, öka sysselsättningen, vidga befolkningens kompetens, öka det kulturella utbytet, stärka kommunens attraktionskraft, bygga nätverk för att lära av andra i syfte att så kostnadseffektivt som möjligt tillhandahålla den service som kommunen erbjuder". Därtill deltar också Älvsbyns kommun i ett samarbete med övriga kommuner i Norrbottens och Västerbottens län i North Sweden, vilket är ett EU-kontor i Bryssel. Kommunen har även vänortssamarbeten med två orter –  Fauske i Norge och Haapavesi i Finland. Tidigare fanns även ett vänsamarbete med en rysk stad, denna avslutades dock I början av 2010-talet.

## Ekonomi och infrastruktur

### Näringsliv
Näringslivet domineras av offentliga och privata tjänster. År 2020 var andelen företagare jämförbar med riket med 6,8 procent jämfört med 6,1 procent för Sverige. Största privata arbetsgivaren var Polarbröd med 175 anställda. Även om jord- och skogsbruket har en liten betydelse för antalet sysselsatta så är andra företag i kommunen, som exempelvis Älvsbyhus, beroende av näringen. Andra arbetsgivare var Försvarets materielverk i Vidsel och den växande turistnäringen.

### Infrastruktur

#### Transporter
Riksväg 94 och länsväg 374 genomkorsar kommunen. Genom kommunen går även länsväg 356. Vid centralorten går stambanan Stockholm–Boden, där den ansluter till tvärbanan mot Piteå.

## Befolkning

### Demografi

#### Befolkningsutveckling
| Befolkningsutvecklingen i Älvsbyns kommun 1970–2020                                                             | Befolkningsutvecklingen i Älvsbyns kommun 1970–2020 | Befolkningsutvecklingen i Älvsbyns kommun 1970–2020 | Befolkningsutvecklingen i Älvsbyns kommun 1970–2020 | Befolkningsutvecklingen i Älvsbyns kommun 1970–2020 |
| --- | --------------------------------------------------- | --------------------------------------------------- | --------------------------------------------------- | --------------------------------------------------- |
| |                                                     |                                                     |                                                     |                                                     |
| År |                                                     |                                                     | Folkmängd                                           |                                                     |
| 1970 | 1970                                                |                                                     | 8 700                                               |                                                     |
| 1975 | 1975                                                |                                                     | 9 145                                               |                                                     |
| 1980 | 1980                                                |                                                     | 9 624                                               |                                                     |
| 1985 | 1985                                                |                                                     | 9 458                                               |                                                     |
| 1990 | 1990                                                |                                                     | 9 400                                               |                                                     |
| 1995 | 1995                                                |                                                     | 9 400                                               |                                                     |
| 2000 | 2000                                                |                                                     | 8 947                                               |                                                     |
| 2005 | 2005                                                |                                                     | 8 655                                               |                                                     |
| 2010 | 2010                                                |                                                     | 8 335                                               |                                                     |
| 2015 | 2015                                                |                                                     | 8 183                                               |                                                     |
| 2020 | 2020                                                |                                                     | 8 054                                               |                                                     |
| Anm: Uppgifterna avser förhållandena den 31 december enligt den kommunala indelningen den 1 januari året efter. |                                                     |                                                     |                                                     |                                                     |

#### Utländsk bakgrund
Den 31 december 2016 utgjorde antalet invånare med utländsk bakgrund (utrikes födda personer samt inrikes födda med två utrikes födda föräldrar) 877, eller 10,70 % av befolkningen (hela befolkningen: 8 193 den 31 december 2016). Den 31 december 2002 utgjorde antalet invånare med utländsk bakgrund enligt samma definition 351, eller 3,97 % av befolkningen (hela befolkningen: 8 835 den 31 december 2002).
| Bakgrund den 31 december 2016                 | Antal | Andel   | Varav män | Kvinnor |
| --------------------------------------------- | ----- | ------- | --------- | ------- |
| Utrikes födda                                 | 748   | 9,13 %  | 378       | 370     |
| Inrikes födda med två utrikes födda föräldrar | 129   | 1,57 %  | 67        | 62      |
| Inrikes födda med en inrikes född förälder    | 294   | 3,59 %  | 164       | 130     |
| Inrikes födda med två inrikes födda föräldrar | 7 022 | 85,71 % | 3 597     | 3 425   |

#### Invånare efter de vanligaste födelseländerna
Följande länder är de 10 vanligaste födelseländerna för befolkningen i Älvsbyns kommun. Tabellen innehåller dock 11 länder då lika många personer var födda i Polen och Somalia.
| Födelseland 31 december 2021 | Födelseland 31 december 2021 | Födelseland 31 december 2021 | Födelseland 31 december 2021 | Födelseland 31 december 2021 |
| ---------------------------- | ---------------------------- | ---------------------------- | ---------------------------- | ---------------------------- |
| Nr                           | Land                         | Antal                        | Andel                        | Andel i hela riket           |
| 1                            | Sverige                      | 7 202                        | 89,92 %                      | 80,00 %                      |
| 2                            | Finland                      | 71                           | 0,89 %                       | 1,31 %                       |
| 3                            | Eritrea                      | 68                           | 0,85 %                       | 0,46 %                       |
| 4                            | Thailand                     | 60                           | 0,75 %                       | 0,43 %                       |
| 5                            | Syrien                       | 50                           | 0,62 %                       | 1,88 %                       |
| 6                            | Afghanistan                  | 46                           | 0,57 %                       | 0,60 %                       |
| 7                            | Tyskland                     | 41                           | 0,51 %                       | 0,51 %                       |
| 8                            | Irak                         | 37                           | 0,46 %                       | 1,40 %                       |
| 9                            | Norge                        | 33                           | 0,41 %                       | 0,39 %                       |
| 10                           | Polen                        | 31                           | 0,39 %                       | 0,91 %                       |
| 10                           | Somalia                      | 31                           | 0,39 %                       | 0,67 %                       |

#### Utländska medborgare
Den 31 december 2016 hade 544 invånare (6,64 %), varav 295 män och 249 kvinnor, ett utländskt medborgarskap och saknade samtidigt ett svenskt sådant. Personer som har både utländskt och svenskt medborgarskap räknas inte av Statistiska centralbyrån som utländska medborgare.

## Kultur

### Kulturarv
Längs arkeologstigen i Manjärv finns minnen från stenåldern så som gravar, hyddbottnar, boplatser och fångstgropar. Detta då området var bebott av jägare och fångstfolk under 3 000 år. Totalt rör det sig om ett 20-tal platser med lämningar av bosättningar och två gravar med rödockra.

### Kommunvapen
Blasonering: I blått fält en från av en vågskura bildad, blå stam uppskjutande, genomgående treberg av guld och över detta en sol av samma metall.
Älvsby landskommun lät Riksheraldikerämbetet komponera detta vapen. Innan det hann fastställas överlät landskommunen det 1948 på den nybildade köpingen. Efter återföreningen registrerades vapnet enligt nya regler hos Patent- och registreringsverket 1974 för hela kommunen.

### Fotnoter
1. ↑  Folkmängd och befolkningsförändringar - Kvartal 4, 2024, SCB, 21 februari 2025, läs online.[källa från Wikidata]
2. 1 2 3  Land- och vattenareal per den 1 januari efter region och arealtyp. År 2012–2019, SCB, 21 februari 2019, läs online.[källa från Wikidata]
3. ↑  Kommuner, lista, Sveriges Kommuner och Regioner, läs online, läst: 19 februari 2019.[källa från Wikidata]
4. ↑  Största offentliga arbetsgivare, Näringslivets ekonomifakta, läs online, läst: 30 oktober 2020.[källa från Wikidata]
5. ↑  SCB Folkräkningen 1950 del 1 Arkiverad 29 oktober 2013 hämtat från the Wayback Machine. sida 18 i pdf:en
6. ↑  Andersson, Per (1993). Sveriges kommunindelning 1863–1993. Mjölby: Draking. Libris 7766806. ISBN 91-87784-05-X
7. ↑  Elsa Trolle Önnerfors: Domsagohistorik - Piteå tingsrätt (del av Riksantikvarieämbetets Tings- och rådhusinventeringen 1996-2007)
8. 1 2 3 4 5  ”Älvsbyn - Uppslagsverk - NE.se”. www.ne.se. https://www.ne.se/uppslagsverk/encyklopedi/l%C3%A5ng/%C3%A4lvsbyn. Läst 3 juni 2022.
9. ↑  ”Markanvändningen i Sverige efter region och markanvändningsklass. Vart 5:e år 2010 - 2020”. Statistikdatabasen. http://www.statistikdatabasen.scb.se/pxweb/sv/ssd/START__MI__MI0803__MI0803A/MarkanvN/. Läst 12 oktober 2022.
10. 1 2  ”Naturreservat | Älvsbyns kommun”. https://www.alvsbyn.se. https://www.alvsbyn.se/uppleva-och-gora/friluftsliv-och-natur/naturreservat/. Läst 3 juni 2022.
11. ↑  ”Storforsen | Älvsbyns kommun”. https://www.alvsbyn.se. https://www.alvsbyn.se/uppleva-och-gora/friluftsliv-och-natur/naturreservat/storforsen/. Läst 3 juni 2022.
12. ↑  ”Rävabacken”. www.lansstyrelsen.se. https://www.lansstyrelsen.se/norrbotten/besoksmal/naturreservat/ravabacken.html. Läst 3 juni 2022.
13. ↑  
  - SFS 2015:493, justerad i SFS 2015:698 Förordning om distrikt. Trädde i kraft 1 januari 2016.
14. ↑  Perjus, Marcus (8 november 2022). ”Maktskiftet klart: Ny allians ska styra Älvsbyn”. SVT Nyheter. https://www.svt.se/nyheter/lokalt/norrbotten/maktskiftet-klart-ny-allians-ska-styra-alvsbyn. Läst 23 april 2023.
15. 1 2 3 4 5 6  Sveriges Kommuner & Landsting: Maktfördelning för tidsperioden 1994 - 2014 Arkiverad 20 januari 2016 hämtat från the Wayback Machine. Läst 11 januari 2016
16. ↑  ”Arkiverade kopian”. Arkiverad från originalet den 5 december 2014. https://web.archive.org/web/20141205050940/http://www.svt.se/nyheter/regionalt/nordnytt/sa-har-styrs-kommunerna-i-norrbotten. Läst 11 januari 2016.
17. ↑  ”Maktskiftet klart: Ny allians ska styra Älvsbyn”. SVT Nyheter. 8 november 2022. https://www.svt.se/nyheter/lokalt/norrbotten/maktskiftet-klart-ny-allians-ska-styra-alvsbyn. Läst 8 november 2022.
18. ↑  ”Protokoll fullmäktige 2024-11-25”. Älvsbyns kommun. https://www.alvsbyn.se/wp-content/uploads/se/2014/06/kommunfullmaktiges-protokoll-2024-11-25.pdf. Läst 28 februari 2025.
19. 1 2  Protokoll kommunfullmäktige, 2022-12-12 Läst 23 april 2023
20. ↑  Sveriges Radio, 6 september 2006: Älvsbyn kan få nytt kommunalråd Läst 11 januari 2016
21. ↑  Sveriges Radio, 2 januari 2007: Första dagen på tisdagen för flera kommunpolitiker Läst 11 januari 2016
22. ↑  Älvsby news, 26 november 2012: Helena blir Älvsbyns första kvinnliga kommunalråd Läst 11 januari 2016
23. ↑  Protokoll kommunstyrelsen, 2018-12-10 Arkiverad 1 oktober 2020 hämtat från the Wayback Machine. Läst 25 oktober 2020
24. ↑  ”Miljö- och byggnämnden”. Älvsbyns kommun. https://www.alvsbyn.se/kommun-och-politik/politik/kommunstyrelse-namnder-och-utskott/miljo-och-byggnamnden/. Läst 5 mars 2025.
25. ↑  ”Socialnämnden”. Älvsbyns kommun. https://www.alvsbyn.se/kommun-och-politik/politik/kommunstyrelse-namnder-och-utskott/socialnamnden/. Läst 5 mars 2025.
26. ↑  ”Valnämnden”. Älvsbyns kommun. https://www.alvsbyn.se/kommun-och-politik/politik/kommunstyrelse-namnder-och-utskott/valnamnden/. Läst 5 mars 2025.
27. 1 2  ”EU och Internationellt | Älvsbyns kommun”. https://www.alvsbyn.se. Arkiverad från originalet den 19 augusti 2019. https://web.archive.org/web/20190819025933/https://www.alvsbyn.se/naringsliv/eu-internationellt/. Läst 3 juni 2022.
28. ↑   DET INTERNATIONELLA ARBETET I Älvsbyns kommun. Älvsbyns kommun. Arkiverad från originalet den 28 december 2021. https://web.archive.org/web/20211228234405/https://www.alvsbyn.se/wp-content/uploads/2012/10/internationelltprogram.pdf. Läst 3 juni 2022.
29. ↑  Sternlund, Hans (2 maj 2022). ”Sökte genom 3 000 hyllmeter – nu kan Gällivare riva avtalet med ryska vänorten”. SVT Nyheter. https://www.svt.se/nyheter/lokalt/norrbotten/efter-sok-genom-3-000-hyllmeter-har-ar-det-gamla-avtalet-med-ryska-vanorten. Läst 3 juni 2022.
30. ↑  ”Din kommun i siffror”. Ekonomifakta. https://www.ekonomifakta.se/Fakta/Regional-statistik/Din-kommun-i-siffror/. Läst 3 juni 2022.
31. ↑  ”Folkmängden efter region, civilstånd, ålder och kön. År 1968 - 2016”. Statistikdatabasen. Statistiska centralbyrån. http://www.statistikdatabasen.scb.se/pxweb/sv/ssd/START__BE__BE0101__BE0101A/BefolkningNy/?rxid=c0ca3bb8-255c-43ba-85f1-ee5289d082c4. Läst 28 mars 2017.
32. ↑  ”Antal personer med utländsk eller svensk bakgrund (fin indelning) efter region, ålder i tioårsklasser och kön. År 2002 - 2016”. Statistikdatabasen. Statistiska centralbyrån. Arkiverad från originalet den 12 november 2016. https://web.archive.org/web/20161112114817/http://www.statistikdatabasen.scb.se/pxweb/sv/ssd/START__BE__BE0101__BE0101Q/UtlSvBakgTot/?rxid=f7123122-a545-4e42-922d-ffb043413f6d. Läst 28 mars 2017.
33. 1 2  ”Folkmängden efter region, födelseland och kön. År 2000 - 2021”. Statistikdatabasen. Statistiska centralbyrån. https://www.statistikdatabasen.scb.se/pxweb/sv/ssd/START__BE__BE0101__BE0101E/FolkmRegFlandK/. Läst 31 maj 2022.
34. ↑  ”Utländska medborgare efter region, ålder i tioårsklasser och kön. År 1973 - 2016”. Statistikdatabasen. Statistiska centralbyrån. http://www.statistikdatabasen.scb.se/pxweb/sv/ssd/START__BE__BE0101__BE0101F/UtlmedbTotNK/?rxid=f7123122-a545-4e42-922d-ffb043413f6d. Läst 28 mars 2017.
35. ↑  ”Utflyktsmål | Älvsbyns kommun”. https://www.alvsbyn.se. https://www.alvsbyn.se/uppleva-och-gora/friluftsliv-och-natur/utflyktsmal/. Läst 3 juni 2022.
36. ↑  ”Svenska Heraldiska Föreningens vapendatabas”. Arkiverad från originalet den 18 oktober 2012. https://web.archive.org/web/20121018011750/http://databas.heraldik.se/index.php. Läst 7 december 2008.